# Pitchfork Media
Pitchfork Media (cunoscut și ca Pitchfork sau P4) este un sit web american de critică muzicală, știri și interviuri. Fiind lansat în anul 1995, Pitchfork abordează subiecte variate, însă se concentrează pe muzica „underground” și stilul indie rock.